# Fabrizio Ravasi
Fabrizio Ravasi (Milano, 24 giugno 1965) è un ex canottiere italiano, 7 volte campione mondiale nei pesi leggeri di canottaggio con l'otto.

## Biografia
Dopo la carriera da atleta è rimasto nel settore del canottaggio, attualmente è dirigente della Federazione Italiana Canottaggio.

## Palmarès
| Anno | Manifestazione      | Sede            | Evento            | Risultato |
| ---- | ------------------- | --------------- | ----------------- | --------- |
| 1984 | Campionati mondiali | Montréal        | Otto pesi leggeri | Argento   |
| 1985 | Campionati mondiali | Hazewinkel      | Otto pesi leggeri | Oro       |
| 1986 | Campionati mondiali | Nottingham      | Otto pesi leggeri | Oro       |
| 1987 | Campionati mondiali | Copenaghen      | Otto pesi leggeri | Oro       |
| 1988 | Campionati mondiali | Milano          | Otto pesi leggeri | Oro       |
| 1989 | Campionati mondiali | Bled            | Otto pesi leggeri | Oro       |
| 1990 | Campionati mondiali | Lake Barrington | Otto pesi leggeri | Oro       |
| 1991 | Campionati mondiali | Vienna          | Otto pesi leggeri | Oro       |
| 1994 | Campionati mondiali | Indianapolis    | Otto pesi leggeri | Bronzo    |
| 1995 | Campionati mondiali | Tampere         | Otto pesi leggeri | Bronzo    |